# Regelgüte
Unter Regelgüte werden in der Regelungstechnik verschiedene Gütekriterien, mit deren Hilfe die Qualität der Regelung beurteilt wird, zusammenfassend bezeichnet.
Gebräuchlich für die Güte sind Normen wie die L1-Norm (schnelles Regelverhalten ITAE-Kriterium), die L2-Norm (Quadratisches Gütekriterium minimale Amplituden) oder die Maximumsnorm (maximal mögliche Verhältnis der Energien bzw. Leistungen von Fehlergrößen zu Eingangsgrößen) oder insbesondere für periodische Signale die mittlere Leistung pow. Die Normen gewichten dabei jeweils bestimmte Abweichungen besonders stark und sind deshalb nach der Aufgabenstellung auszuwählen.

## Betragskriterium (L1-Norm)
Ein mögliches Gütekriterium ist das Betragskriterium. Es berücksichtigt positive und negative Regeldifferenzen gleichermaßen:
{\displaystyle J_{abs}=\int _{0}^{\infty }|e(t)-e(\infty )|dt}.
Eine Sonderform des Betragkriteriums ist das ITAE-Kriterium, bei dem Regelabweichungen im Zeitverlauf stärker gewichtet werden:
{\displaystyle J_{ITAE}=\int _{0}^{\infty }|e(t)-e(\infty )|\cdot t\cdot dt}.

## Quadratisches Gütekriterium (L2-Norm)
Die L2-Norm (Energie) ist im Gegensatz zu den anderen hier dargestellten Normen im Zeit- und Frequenzbereich identisch.
Sie ist die zeitliche quadratische Integration der Regelabweichung {\displaystyle e(t)} des Istwertes vom Sollwert:
{\displaystyle J=\int _{0}^{\infty }e(t)^{2}dt}
mit   {\displaystyle e(t)=x_{\text{Soll}}(t)-x_{\text{Ist}}(t)}.
Je kleiner der Wert {\displaystyle J} wird, desto besser ist die Regelung.
Da bei bleibender Regelabweichung {\displaystyle e(\infty )} die resultierende Fläche einen unendlich großen Wert erhalten würde, wird häufig das Integral über die Differenz {\displaystyle [e(t)-e(\infty )]} gebildet:
{\displaystyle J_{sqr}=\int _{0}^{\infty }[e(t)-e(\infty )]^{2}dt}.

### Gütekriterium für den LQ-Regler
Bei dem zuvor betrachteten Gütekriterium wird nicht die Stellgröße u, sondern lediglich die Regelgröße y betrachtet. Das Gütekriterium für die LQ-Regelung beachtet auch den Zusammenhang dieser Größen, dabei können die Prioritäten durch die {\displaystyle Q_{y}}- und {\displaystyle R}-Matrix bestimmt werden
{\displaystyle J(x_{0},u(t))=\int _{0}^{\infty }(y'(t)Q_{y}y(t)+u'(t)Ru(t))dt.}
Das statische Optimierungsproblem dazu, das durch die LQ-Regelung gelöst wird, lautet
{\displaystyle \min _{u(t)}\ J(x_{0},\ u(t))=\min _{u(t)=-Kx(t)}J(x_{0},\ u(t))=\min _{K}J(x_{0},\ -Kx(t)).}
Dieses statische Optimierungsproblem wird für den Reglerentwurf sehr häufig angewendet, da die konstante Reglermatrix K* nicht von {\displaystyle x_{0}}, d. h. dem Anfangszustand abhängt. Dabei muss der Gütewert J endlich sein. Die Regelung dazu wird LQ-Regelung genannt, da das Gütefunktional quadratisch und die Strecke linear ist. Dabei handelt es sich um eine Regelung durch Zustandsrückführung, weshalb immer auf 0 geregelt wird. Eine Sollwertfolge kann nur durch einen zusätzlichen Vorfilter realisiert werden.

## Mittlere Leistung
Falls der Energiegehalt eines Signals (L2-Norm) unendlich ist, kann die mittlere Leistung zur Charakterisierung genutzt werden.
Die mittlere Leistung ist keine Norm, da sie auch bei von Null verschiedenen Signalen Null werden kann. Sie wird bei periodischen Signalen eingesetzt (Periode {\displaystyle T}), da dann obige Gütewerte nicht 0 werden.
{\displaystyle \operatorname {pow} (u):={\sqrt {\lim _{T\to \infty }{\frac {1}{2T}}\int _{-T}^{T}u^{2}(t)dt}}}

## Maximumsnorm
Für die Maximumnorm ist nur das Maximum der Funktion im Intervall [-∞,∞] entscheidend.
{\displaystyle ||u||_{\infty }:=\sup _{t}|u(t)|}
Die Maximumnorm von G ({\displaystyle ||G||_{\infty }}) ist der größtmögliche Faktor, mit dem die "Energie" des Eingangssignals u auf das Ausgangssignal übertragen wird.

## Anwendung
Mit diesen Normen lassen sich genaue Vorgaben machen, die von der Regelung erfüllt werden sollen (Stellgröße, Regelgröße, Regeldifferenz). Der Grad der Erfüllung lässt sich dabei durch das Ergebnis überprüfen. Wird beispielsweise eine Norm x für eine Aufgabenstellung minimiert, so spricht man von einer x-Norm optimalen Regelung.
Vielfach wird überprüft welchen Einfluss eine unbekannte Störgröße auf ein geregeltes System hat. Das ist möglich, indem zum Beispiel vom Übertragungsverhalten von einer Störung zu einer Regelabweichung eine Norm berechnet wird und die Störung vorher ebenso durch eine Norm charakterisiert wurde.